# Plymouth and West Devon Football League
Plymouth and West Devon Football League là một giải bóng đá nằm ở Devon, Anh. Hạng đấu cao nhất là Premier Division, nằm ở Cấp độ 12 trong Hệ thống các giải bóng đá ở Anh.
Ở Plymouth, giữa Thế chiến thứ I và thứ II, tồn tại giải đấu United Churches League – nguồn gốc của Plymouth Combination League. Sau đó nó kết hợp với Plymouth and District League để trở thành Plymouth and District Combination League, rồi kết hợp với hai giải đấu Chủ nhật khác của Plymouth để thành Plymouth and West Devon Combination Football League. Vì vậy đây là một trong số ít các giải đấu ở Anh có lịch thi đấu vào thứ Bảy và Chủ nhật.
Vì lý do tài trợ nên giải đấu còn có tên gọi là Optimus Performance Marketing Plymouth and West Devon Football League, là giải đấu góp đội cho South West Peninsula League, có 4 hạng đấu thứ Bảy – Premier Division, Division One, Division Two & Division Three.

## Các câu lạc bộ mùa giải 2015–16

### Premier Division
- Bar Sol Ona
- Chaddlewood Miners Old Boys
- Chaddlewood Royal British Legion
- Devonport Services
- Ernesettle DRDE Trust
- Millbridge
- Morley Rangers
- Mount Gould
- Plymouth Marjon
- Plympton Athletic
- Roborough
- The Windmill
- University of Plymouth

### Division One
- Bar Sol Ona Dự bị
- Belgrave
- DC Auto Repairs
- Maristow
- Millbridge Dự bị
- Morley Rangers Dự bị
- Plymouth Falcons
- Plymouth Hope
- Princetown
- Tavistock Community
- The Navy Inn

### Division Two
- Hooe Rovers
- Lakeside Athletic
- Melbourne Inn
- Millbridge 'A'
- Pennycross Sports
- Roborough Dự bị
- SB Frankfort
- Staddiscombe Colts
- Weston Mill Oak Villa
- Woodford

### Division Three
- Belgrave Dự bị
- Chaddlewood Inn
- FC Colwill & Davey
- Friary Vaults
- Kitto
- Maristow Dự bị
- Morley Rangers 'A'
- Plympton Athletic Dự bị
- Princetown Dự bị
- SB Frankfort Dự bị
- West Hart Rangers